# 최창원
최창원(崔昌源, 1964년 8월 27일 ~ )은 SK케미칼의 대표이사 부회장, SK와이번스의 구단주을 맡고 있는 대한민국의 기업인이다.

## 경력
- 1994 선경인더스트리 입사 (경영기획실 과장)
- 1997 선경인더스트리 전략기획실장 이사
- 1998 SK케미칼 (선경인더스트리에서 사명 변경) 경영지원본부장 이사 취임, SK케미칼 상무, SK상사 전무
- 2003 SK글로벌 (SK상사에서 사명 변경), SK건설, 워커힐 부사장
- 2006 SK케미칼 대표이사 부회장
- 2007 SK건설 부회장 취임
- 2011.03 SK가스 부회장
- 2014 SK 와이번스 구단주
- 2015 경기도 문화의전당 이사장
- 2017.12~ SK디스커버리 대표이사 부회장
- 2023 SK 수펙스추구협의회 의장
- 2024.01~2026.01 서울대학교 이사
- 2025.01~2025.02 서울대학교 임시 이사장
- 2025.02~ 서울대학교 이사장

## 가족
SK그룹 창업주인 최종건 회장의 아들로 SK networks 회장 최신원의 친동생이다.